# 11305 Алквіст
11305 Алквіст (1993 FS6, 1998 TE6, 11305 Ahlqvist) — астероїд головного поясу.
Тіссеранів параметр щодо Юпітера — 3,574.